# البراءة (فلم 2013)
البراءة (بالإنجليزية: Innocence) هو فيلم درامي رعب أنتج في الولايات المتحدة وصدر عام 2013 من إخراج هيلاري بروغر، كتابة تريستين سكايلر. و بطولة كيلي رايلي، جراهام فيليبس، لينوس روش، سارة ساذرلاند وستيفاني مارش

## قصة
بيكيت هي مراهقة صغيرة حزينة على فقدان والدتها. لقد انتقلت إلى الجانب الغربي العلوي من مانهاتن مع والدها مايلز ومن المقرر أن تبدأ المدرسة في هاميلتون وهي مدرسة إعدادية حصرية. تنغمس بيكيت في حزنها لدرجة أنها لا تلاحظ أن مدرستها أغرب قليلاً من معظم المدارس، حيث أن طلابها أكثر عرضة للانتحار. تزداد الأمور سوءًا عندما تقرر ممرضة المدرسة باميلا الانتقال للعيش مع بيكيت ووالدها خاصة أن باميلا تواصل تعليم بيكيت أن تظل فتاة عذراء. ما لا تعرفه بيكيت هو أن باميلا وموظفي المدرسة الآخرين جميعهم تجسيد لمياء ملكة ليبيا السابقة، ويجب عليهم قتل وشرب دماء فتيات عذاريات للاحتفاظ بوجودهم الخالد.

## الممثلين
- صوفي كيرتس في دور بيكيت وارنر
- كيلي رايلي بدور باميلا هاميلتون
- جراهام فيليبس في دور توبي كروفورد
- لينوس روش في دور مايلز وارنر
- سارة ساذرلاند بدور جين دنهام
- ستيفاني مارش بدور ناتالي كروفورد
- بيري ريفز بدور افا دنهام

## العرض
الفيلم مأخوذ عن رواية عام 2000 التي تحمل نفس الاسم لجين مينديلسون.كان عرضه العالمي الأول في 26 أكتوبر 2013 في مهرجان أوستن السينمائي وحصل على إصدار مسرحي محدود في الولايات المتحدة في 5 سبتمبر 2014.

## الميزانية والإيرادات
حقق الفيلم إيرادات تقدر بـ 294039 دولار.

## روابط خارجية
- مقالات تستعمل روابط فنية بلا صلة مع ويكي بيانات